# Historia cultural de la lengua española en Filipinas
Historia Cultural de la lengua española en Filipinas es una obra de Isaac Donoso elaborada en equipo y publicada en 2012.

## Significado y estructura de la obra
La realidad lingüística del archipiélago filipino constituye un fenómeno complejo y extenso que mediatiza la historia y el futuro del país, ello en virtud tanto de la multiplicidad de sus lenguas como de la diglosia, o multiglosia, producida por la imposición del inglés, que lo atenaza. Dentro de esa realidad, el español es un idioma de especial significación histórica, actualmente considerado a veces como lengua clásica del país y que, por lo demás, se halla integrado en una parte muy elevada del léxico de las lenguas autóctonas, con las que también comparte una notable equiparación fonética.
La obra consiste en un estudio de la historia cultural de la lengua española en el archipiélago filipino desde su introducción en el siglo XVI hasta su naturalización en un continuum dialectal: como lengua materna (español filipino), como criollo (criollo chabacano) y como pidgin (español de tienda y español de sangley), atendiendo al desarrollo de los diferentes registros hispánicos hasta la actualidad. 
Significativamente, el prefacio aparece en tres idiomas: español, chabacano y tagalo.